# Байкальский тракт
Автодорога 25К-011 «Ирку́тск–Листвя́нка» (также «Байка́льский тра́кт») — автомобильная дорога, соединяющая город Иркутск и рабочий посёлок Листвянка, расположенный на берегу озера Байкал. Проходит по территории Иркутской области. Старое название — Заморский тракт. Ранее носила номер М55Л.
Длина автодороги составляет 62,27 км. Балансовая стоимость 1,7 млрд рублей.
В тёплое время года по трассе движется значительный поток российских и иностранных туристов.

## Расположение
Дорога проходит по правому берегу реки Ангара, большая часть которой лежит через таёжные, смешанные и сосново-берёзовые леса. В редких местах, когда тракт приближается к заливам водохранилища, становится видна водная гладь. Вдоль неё расположено несколько населённых пунктов, зон отдыха и дачных посёлков (Новая Разводная, Молодёжный, Новолисиха, Бурдаковка, Дорожный, Большая Речка, Ангарские Хутора, Никола и др.). 

## История
Заморский тракт, соединяющий Иркутскую губернию и Забайкальскую область, был проложен в XVIII веке. 
Обновлённую асфальтную дорогу из Иркутска на Байкал построили в 1960-х годах к приезду правительственной делегации, возглавляемой президентом США Дуайтом Эйзенхауэром. Несмотря на то, что визит не состоялся, трасса приобрела высокий статус, избавив водителей от утомительного пути к озеру.
В 2015–2016 годах на тракте проводилась масштабная реконструкция. Были осуществлены увеличение полос движения до четырёх, строительство путепроводов со съездами, фонарей ночного освещения, пересечений и примыканий, укладка водопропускных труб. Для безопасности движения на всём протяжении участка созданы переходно-скоростные полосы.

## Достопримечательности
- 47-й километр — Иркутский архитектурно-этнографический музей «Тальцы»  ОКН № 3810071000№ 3810071000. Собрание памятников истории, архитектуры и этнографии XVII–XX веков. Музейный комплекс под открытым небом направлен на знакомство туристов с материальной и духовной культурой народов Прибайкалья[9].